# Енхансер

Взаємодія енхансера з геном через утворення петлі молекули ДНК. На даній діаграмі: 1. ДНК; 2. Енхансер; 3. Промотер; 4. Ген; 5. Активатор; 6. Комплекс медіатор; 7. РНК-полімераза

Енхансер (англ. enhancer — підсилювач) — коротка ділянка ДНК, до котрої можуть приєднуватися білки (фактори транскрипції), для збільшення рівня транскрипції гену або оперону. Енхансеру не потрібно розташовуватися безпосередньо поряд з геном, на який він діє. Структура комплексу хроматину ДНК згорнута таким чином, що хоча ділянка ДНК може розміщуватись далеко в термінах пар основ, геометрично вона перебуває поруч з промотором і геном. Це дозволяє енхансеру взаємодіяти із загальними факторами транскрипції і РНК-полімеразою II. Енхансер може розміщуватись як до, так і після гену, який він регулює. 
Енхансери не впливають безпосередньо на промотори, але здійснюють вплив за допомогою білків-активаторів. Ці білки взаємодіють з комплексом, що залучає полімеразу і загальні фактори транскрипції, які виконують транскрипцію гену. Енхансери також можуть розташовуватись в межах інтронів. Також орієнтація енхансера зазвичай може бути змінена без впливу на його функцію. До того ж, в деяких випадках енхансер може бути вилучений і пересаджений на іншу ділянку хромосоми зі збереженням його впливу на транскрипцію гену. Зараз існують дві моделі обробки інформації за допомогою енхансерів:
- енхансосоми — залежать від надзвичайно кооперативної координації активності і можуть бути заблоковані однією мутацією, яка переміщує обов'язкові місцерозміщення індивідуальних білків;
- Гнучкі системи — менш інтегровані численні білки, що незалежно регулюють експресію генів, і тільки їх сумарна активність впливає на транскрипційні комплекси.

Енхансери самі можуть бути ділянками ДНК, з яких йде активна транскрипція. РНК, що утворюються при зчитуванні з енхансерів називаються енхансерними РНК (еРНК). еРНК — некодуючі РНК, які часто швидко деградують після їхнього синтезу.

## Зовнішні посилання
- MeSH Enhancer+Elements+(Genetics)

| ДНК | Це незавершена стаття з генетики. Ви можете допомогти проєкту, виправивши або дописавши її. |